# Eve (Stellar Blade)
Eve (en coreano: 이브, romanizado: Ibeu; estilizada como EVE), es un personaje introducido y protagonista del videojuego Stellar Blade de 2024 del desarrollador Shift Up y creado por Kim Hyung Tae. Ella es una soldado enviada desde una estación espacial llamada Colony para ayudar a salvar a la humanidad, que lucha contra unas criaturas llamadas Naytiba que han invadido la Tierra. Es interpretada en voz por Rebecca Hanssen en inglés, Asami Setō en japonés y Yoon Eun-Seo en coreano. Mientras tanto, su cuerpo se basó en la modelo coreana Shin Jae-eun utilizando escaneos 3D de su físico.
Eve recibió una recepción mixta en su debut, algunos la elogiaron como un personaje que rápidamente se volvería icónico en la misma línea que protagonistas femeninas similares, mientras que otros la criticaron como un personaje suave con una personalidad poco expresada. Una parte importante de la discusión giró en torno a su atractivo sexual, pero también al tema de que su cuerpo fue modelado directamente a partir de Shin Jae-eun, y cuán justas eran las críticas cuando se consideraba ese contexto. Además, el diseño de su personaje y la variedad de vestimenta también fueron muy discutidos y examinados con respecto a su atractivo sexual y cómo impactaron su interpretación en el juego.

## Concepción y diseño
Eve fue creada por el líder creativo de Stellar Blade, Kim Hyung Tae, como protagonista del juego. Al diseñarla, quería un personaje que reflejara el estilo que había desarrollado mientras trabajaba en sus títulos anteriores. Si bien quería asegurarse de que ella no se destacara demasiado del mundo del juego, su contraste con él al mismo tiempo tenía como objetivo crear una sensación de inquietud dentro del jugador. Además, se agregaron una variedad de disfraces para que el personaje los use en el juego para ayudar a resaltar su «encanto», mientras que sus animaciones se basaron en ballet y gimnasia para darle una sensación diferente a la de los protagonistas masculinos vistos en otros juegos. Si bien su rostro fue creado por el equipo de desarrollo, el cuerpo de Eve se basa en la modelo coreana Shin Jae-eun mediante escaneos 3D. Cuando se les preguntó por qué la eligieron específicamente, Kim respondió que si bien la belleza era subjetiva, querían crear lo que sentían que era «el cuerpo más atractivo para el usuario».
Al desarrollar su modelo 3D, el equipo centró la atención en su trasero en particular, sintiendo que era «bastante importante» debido a que estaba de cara al personaje durante la mayor parte del juego. Kim afirmó que el énfasis en la belleza del personaje era una elección estilística y no sólo para excitar, sintiendo que diseñar un personaje deliberadamente glamoroso en el entorno de juego en ese momento era «algo valiente que emprender o intentar». Explicó que, en comparación con el cine o las series de televisión, sentía que los videojuegos a menudo eran examinados con más dureza por la cultura, con críticas particularmente duras hacia los «personajes irrealmente hermosos». Agregó que cuando jugaba, quería ver un personaje «que fuera más guapo que yo», prefiriendo algo ideal a algo «normal», y agregó que su trabajo era «entretenimiento dirigido a adultos». Para ello, consideró que un personaje ideal era aquel que «pueda mostrar sus propios encantos y atractivos sin dañar la narrativa o la ambientación del juego».
Su personalidad fue diseñada para ser más dura al comienzo del juego, «parecida a un soldado» y mostrar poca emoción o expresión, pero suavizarse a medida que avanzaba el título. Expresó además que cuando se trataba del tema de su atractivo sexual y el uso de su sexualidad como arma, Eve desconocía «esos encantos que posee, por lo que no es ese tipo de personaje», aunque afirmó que eso puede cambiar en entregas posteriores. Los desarrolladores declararon que la gran selección de disfraces de Eve se debió a su fascinación por los atuendos que quedaron en la superficie de la Tierra, aunque optaron por no declarar ni demostrar esta parte de su personaje en el juego.
Varios personajes femeninos de videojuegos preexistentes influyen en su diseño, incluidos 2B de NieR: Automata y Vanessa Z. Schneider de P.N.03, la última de las cuales inspiró el «estilo de acción» de Eve, así como sus características físicas. Antes del lanzamiento de Stellar Blade, el personaje recibió críticas sobre cuán sexualizada era su apariencia. Kim argumentó que estaba destinada a ser un personaje cuya expresión de belleza se desarrollara con «pequeñas restricciones y ninguna restricción», y en su opinión, en contraste con juegos más «realistas», sintiendo que estaba bien que ambos arquetipos de diseño de personajes coexistieran. Quería definir a Eve como una mujer coreana, desarrollada por los coreanos y que reflejaba sus propios puntos de vista sobre la belleza, y representar en qué se diferenciaba su cultura de otras culturas asiáticas.

## Apariciones
Eve fue presentada por primera vez en el videojuego Stellar Blade de 2024, donde ella y su escuadrón son desplegados desde la estación espacial Colony para luchar contra criaturas llamadas Naytiba que han invadido la Tierra y expulsado a la mayor parte de la humanidad. Finalmente, conoce a un superviviente llamado Adam, que la lleva a Xion, la última ciudad superviviente de la humanidad en la Tierra. Luego, Eve se pone en contacto con el anciano Orcal y establece relaciones con los residentes de Xion para continuar con su misión de salvar a la humanidad y recuperar la Tierra. En el camino, entabla amistad con la técnica Lily, mientras que algunas de las personas con las que interactúa Eve la perciben como un ángel del cielo destinado a salvarlos. Eve tiene la voz de Rebecca Hanssen en inglés, Asami Setō en japonés, y Yoon Eun-Seo en coreano.
A medida que avanza la historia Eve descubre que la inteligencia artificial que la envió, Madre Esfera, ha estado mintiendo y que en lugar de ser humana proviene de una raza de androides llamados Andro-Eidos que fueron creados por la humanidad junto con Madre Esfera. Mother Sphere libró la guerra contra la humanidad antes de los eventos del juego y obligó a los humanos a esconderse bajo tierra, donde experimentaron con ellos mismos y evolucionaron hasta convertirse en Naytiba para contraatacar. Cuando se encuentra con el anciano Naytiba que creó a los demás, descubre que es Adam. Ofrece fusionarse con Eve para ayudar a recrear la raza humana, y el jugador se enfrenta a la opción de aceptarlo o rechazarlo.
Si la oferta es rechazada, Eve lucha contra Adam, quien finalmente se transforma en un monstruo hasta que es derrotado, y después de lo cual Eve y Lily regresan a la Colonia. Sin embargo, si ella acepta su oferta, después de absorber a Adam y transformarse en un nuevo ser, Colony secuestra el control del exotraje de Lily y ataca a Eve. Si Eve ha alcanzado la máxima afinidad durante el transcurso del juego, Lily sobrevivirá a la destrucción de su traje; de lo contrario, morirá. Después de la batalla, el final del juego muestra a la Madre Esfera enviando soldados en masa contra Eve. Si Lily murió en el encuentro anterior, el juego termina en esta escena. Sin embargo, si sobrevivió, una escena adicional muestra las consecuencias de que Eve los derrote a todos, y regresa a Xion con Lily para ayudar a revitalizarlo.

## Promoción y recepción
Para promocionar el personaje y el juego, Sony Entertainment contrató cosplayers para retratar al personaje en eventos previos al lanzamiento en Singapur, Hong Kong y Taiwán. También se produjeron figuras de Eve de tamaño natural y escala 1/4 para la fiesta de lanzamiento del juego, creadas por los fabricantes de figuras coreanos Cerberus Project y Frenchdoll.
Desde su debut, Eve ha recibido una recepción mixta. Descrita por el escritor de Automaton, Taijiro Yamanaka, con «rasgos faciales suaves y una figura esbelta pero bien formada», sintió que su apariencia la hacía parecer «fuera de este mundo» en comparación con el escenario posapocalíptico del juego, pero al mismo tiempo estaba en línea con los diseños de personajes anteriores de Kim. El escritor de One eSports, Ron Muyot, elogió la participación de Shin Jae-eun en el diseño del personaje, sintiendo que «le dio vida» a Eve y la hizo «memorable y dinámica [...] preparada para dejar un impacto duradero en los jugadores». Mientras tanto, Drew Swanson de Game Rant discutió las similitudes entre Eve y 2B de NieR: Automata, discutió que si bien ambos personajes eran androides que inicialmente eran indiferentes, el crecimiento de su personaje divergió de maneras únicas, y elogió cómo la revelación de que ella era una máquina ayudó al personaje de Eve. Su crecimiento junto con su preocupación por las personas que habían llegado a verla como «un ángel» ayudaron a distinguirla como un personaje propio.
Ben Ossola de IGN France, por otro lado, fue muy crítico con su diseño, sintiendo que mientras otros juegos tenían protagonistas femeninas similares, sentía que, en comparación, Eve era «sosa» y una «muñeca sexualizada por alguien que uno pensaría que nunca ha visto a una mujer». Además, criticó aspectos de su diseño: tacones, cabello y proporciones corporales, afirmando que «nada funciona», y aunque elogió los movimientos de su personaje como elegantes, sintió que las contribuciones de Shin Jae-eun al diseño se perdieron bajo «capas de torpes modificaciones plásticas que la hacen irreconocible, tanto en el cuerpo como en el rostro». La declaración recibió una reacción negativa, particularmente de Kim Najung de Maxim Korea, quien sintió que la crítica era otro ejemplo de «corrección política». El artículo fue posteriormente modificado por el personal editorial de la rama principal de IGN, quienes se disculparon y declararon que sentían que la redacción se tomó literalmente y no pretendía ofender a Shift Up como desarrollador. Como resultado, la declaración inicial y el nombre del autor fueron eliminados del artículo.
Mientras tanto, Gene Park, de The Washington Post, la describió como «una mujer nacida de la cultura y la filosofía de Corea del Sur», un personaje «codificado en coreano» definido por una definición estrecha de belleza relativa a ese país. Expresó desdén por cómo algunos parecían usarla como argumento contra la diversidad de personajes en los juegos, al tiempo que criticó los comentarios iniciales  de IGN France hacia ella. En términos de personalidad, aunque coincidió con los comentarios de IGN France en describirla como «sosa», también sintió que era intencional y que pretendía representar una parábola del mito de la creación en la ideología cristiana, a medida que ella adquiere conocimientos durante el transcurso del juego leyendo libros o interactuando con otros. Dijo que si bien Stellar Blade como juego no le causó la primera impresión más fuerte, Eve pudo establecer su propia identidad distinguida, representando elementos del ciberpunk coreano que, como ella, es «hermosa a su manera absurda».
Mientras tanto, Josh Cotts y Game Rant elogiaron cómo la personalidad de Eve se desarrolló mediante varias de las mecánicas del juego, particularmente a través del propio rechazo de Eve a las misiones secundarias que se le pueden ofrecer al jugador. Si bien Cotts señaló que se podría argumentar que esto va en contra de la agencia del jugador, enfatizó los comentarios que Eve hace mientras lo hace, y sintió que ayudó a arrojar más luz sobre la personalidad de su personaje y fue un enfoque particularmente novedoso para hacerlo. De manera similar, Drew Swanson para la misma publicación agregó que el hábito de Eve de recolectar bebidas enlatadas únicas a lo largo del juego no solo ayudó a desarrollar el mundo y el escenario del juego, sino que también actuó como una fuente de desarrollo del personaje mientras se une a Lily mientras las reúne.

### Respecto al atractivo sexual
Issy van der Velde de Inverse citó al Dr. Matt Denny, académico de la Universidad de Delaware, sobre el tema de Eve y la mirada masculina. Denny argumentó que el uso del cuerpo de Shin en lugar del de una atleta o artista marcial implicaba que sus atributos físicos eran más importantes que su papel como intérprete para el equipo de desarrollo. Además, consideró que daba la implicación de simplemente quererla «del cuello para abajo. Parece ser en gran medida una declaración de las partes de esta mujer que son valiosas». Mientras tanto, van der Velde argumentó que su cuerpo era «tanto un lugar de empoderamiento como de cosificación dependiendo de cómo se nos invita a mirarlo o a través de él», y señaló un contraste en cómo las escenas de acción se centrarían en los enemigos y le permitirían ser una rápida desenfoque en movimiento, mientras que las escenas a menudo centraban la atención en su trasero. Sin embargo, reconoció que varias personas, "hombres, mujeres, no binarios, heterosexuales, queer", apreciaban el personaje y la encontraban atractiva. Añadió que si bien personajes similares como Lara Croft o Tifa Lockhart de juegos anteriores también fueron criticados por su apariencia, tenían otros elementos que ayudaron a convertirlos en figuras empoderadoras, como una personalidad y una historia bien escritas, una jugabilidad emocionante y otros aspectos. eso les ayudó a «convertirse en algo más que la suma de sus partes».
Stacey Henley de The Gamer inicialmente argumentó a favor del personaje, reconociendo que si bien las declaraciones del desarrollador podían verse negativamente, no eran mentalidades infrecuentes para los desarrolladores de personajes como Bayonetta o Juliet Starling de Lollipop Chainsaw, personajes femeninos que eran «empoderadas, y claramente atractivas, heroínas femeninas, que son dueñas de esa parte de quiénes son» y encuentran fuerza en su sexualidad. También señaló que en el pasado el personaje Abby de The Last of Us Part II fue defendido de las críticas sobre su cuerpo por estar basado en una persona del mundo real, y encontró similitudes con las quejas contra Eve. Consideró que el argumento era que de alguna manera ciertos cuerpos femeninos eran «inaceptables» y agregó que la mentalidad de celebrar a todas las mujeres «significa a todas las mujeres, en lugar de eliminar a las atractivas o provocativas». Sin embargo, después del lanzamiento, Henley expresó su decepción y afirmó que, a diferencia de los personajes antes mencionados, la falta de personalidad de Eve y el reconocimiento de su propio atractivo sexual la convertían esencialmente en «tofu en bikini» y demasiado mansa en lugar del ícono que ella y otros esperaban que fuera. En cambio, sentía que Eve era sexy porque sí y que se daba aires de ser un personaje fuerte en lugar de demostrarlo o apoyarse con escritos que compensaran su personalidad fría.
Henley también observó cómo algunos fanáticos la usaban como contrapunto a otros diseños de personajes, tratándolo como el único resultado deseado y argumentando que otros como Kay Vess de Star Wars Outlaws en particular no eran deseados. Henley respondió que, si bien le gustaba el diseño de Eve, no todos los personajes deberían parecerse a ella y, en cambio, la diversidad física significaba más variedad en los tipos de cuerpo en lugar de únicamente inclusión y, al mismo tiempo, permitía escrituras e historias más sólidas cuando el atractivo no era el enfoque principal. Y si cada personaje se pareciera a Eve, el «brillo» se desgastaría rápidamente, y para ella parecía más bien que la reacción de algunos al usarla como un garrote era «menos una celebración de cómo está diseñada y más propiedad de ella como objeto sexual».

### Análisis del diseño de personajes
Varias discusiones giraron en torno al diseño del personaje de Eve. Mientras tanto, Austin Wood de GamesRadar+ se quejó de que varios de sus atuendos y el énfasis excesivo en su atractivo sexual estaban en desacuerdo con la presentación general del juego y lo poco que tenía en cuenta en su personalidad. Sin embargo, añadió al mismo tiempo que «disfrutó bastante [el juego] a pesar y a veces debido al diseño de Eve». Explicó que si bien sus atuendos a menudo eran discordantes, apreciaba su diseño central, disfrutaba de los detalles sutiles y que ella no era simplemente «un tropo andante construido como una serpiente que se tragaba algunos melones», y sentía que los mejores atuendos del juego eran los que tenían suficiente material para «embellecerla y acentuarla». Rachel Kaser de VentureBeat argumentó que el diseño del personaje no era «suficientemente sexy», argumentando que si bien el atractivo sexual era un elemento de diseño tan interesante como cualquier otro para ella, muchos de los conjuntos tenían elementos de diseño que chocaban con esa estética. Si bien sintió que elementos como el body suit funcionaban bien, otros que incorporaban aspectos como las corbatas hacían que otros conjuntos carecieran de coherencia, afirmando: «Si vas a ser sexy, sé sexy. Nada de estas tonterías de la moda avant-garde».
Levi Winslow de Kotaku elogió la variedad de su vestimenta, sintiendo que muchos de ellos estaban bien proporcionados y tenían una buena variedad de colores, y ayudó a hacer de Eve «un ícono de estilo» debido a cómo camina «con tacones como si nada. Si eso no es ser una asesina de la pista digital, entonces de verdad, ¿qué es?». También sintió que esto sería una gran ayuda para los cosplayers, lo que los comparó con reacciones similares de los fanáticos ante los atuendos de 2B y Bayonetta. En un artículo posterior, Winslow analizó cuántos de sus conjuntos complementaban su figura y expresó su preferencia por cómo los conjuntos más detallados y que cubrían realzaban la belleza del personaje al fomentar la curiosidad sobre lo que había debajo, haciendo una comparación entre un diseño estimulante y «sexy» en el sentido de ser sugerente a través de elementos como la tela transparente. De esta manera, lo comparó con las páginas centrales de Playboy «se burlan de ti con sus cuerpos», y aunque Winslow no quería disminuir una opción sobre la otra, argumentó que la desnudez descarada disminuiría su atractivo sexual y agregó: «Ella ya está bien buena. Deja que la ropa cree algo de intriga».
Mientras tanto, los fanáticos optaron por una opción de ropa particular, el Skin Suit, que cubre a Eve con un ceñido traje beige de dos tonos con varios dispositivos electrónicos encima. Desbloqueable en la demostración del juego, el atuendo también es el único que puede afectar la jugabilidad del personaje, ya que sus capacidades defensivas se reducen drásticamente mientras lo usa. Sin embargo, como resultado, los jugadores lo utilizaron como un medio para aumentar la dificultad del juego como un desafío viral. Winslow reconoció cómo el atuendo se había vuelto viral en las redes sociales, afirmando que la reacción no fue sorprendente a pesar del aspecto de «la belleza es dolor», y lo comparó con la técnica de quitarse la falda de 2B en NieR: Automata. Rachel Kaser, por otro lado, criticó su apariencia, afirmando que hubiera sido mejor haber compartido el color de piel de Eve y que «el extraño patrón de bronceado de dos colores simplemente hace que parezca que se derramó el tono de base equivocado sobre sí misma».
Matthew Byrd, de Den of Geek, señaló que las declaraciones del desarrollador sobre el personaje generaron cierta controversia, afirmando que algunos habían encontrado la actitud de Eve y Kim «problemática y simplemente espeluznante», y argumentaban que un enfoque de fanservice para el diseño de personajes era «regresivo» en un entorno donde muchos personajes del juego fueron criticados por no ser «lo suficientemente sexys». Rachel Ulatowski de The Mary Sue argumentó que el diseño del personaje no era un problema, sino las reacciones de ciertos grupos, particularmente en su opinión, los conservadores, quienes calificaron al personaje como un regreso a la «tradición» en lugar de una mentalidad «woke» en el diseño de juegos. tras su revelación. Sin embargo, también criticó las declaraciones de Kim, sintiendo que, junto con la multitud anterior, pintaba a Eve como la «única mujer que los hombres quieren ver» y exasperaba aún más el problema de la hipersexualización de los personajes de los videojuegos en la industria al «atender a hombres misóginos».